# Piłka nożna na Światowych Wojskowych Igrzyskach Sportowych 2019
Piłka nożna na Światowych Wojskowych Igrzyskach Sportowych 2019 – zawody, które odbywały się w chińskim Wuhanie 16–27 października 2019 roku podczas igrzysk wojskowych.

## Medaliści
| Konkurencja           | Złoto          | Srebro | Brąz     |
| Kobiety (szczegóły)   | Korea Północna | Chiny  | Brazylia |
| Mężczyźni (szczegóły) | Bahrajn        | Katar  | Algieria |

## Klasyfikacja medalowa
* Gospodarz zawodów został zaznaczony tym kolorem.
| Miejsce           | Państwo           | Złoto | Srebro | Brąz | Razem |
| 1                 | Bahrajn           | 1     | 0      | 0    | 1     |
| 1                 | Francja           | 1     | 0      | 0    | 1     |
| 3                 | Chiny*            | 0     | 1      | 0    | 1     |
| 3                 | Katar             | 0     | 1      | 0    | 1     |
| 5                 | Algieria          | 0     | 0      | 1    | 1     |
| 5                 | Brazylia          | 0     | 0      | 1    | 1     |
| Ogółem (6 państw) | Ogółem (6 państw) | 2     | 2      | 2    | 6     |

Źródło:.